# Oud-Heverlee Leuven
Az Oud-Heverlee Leuven egy belga labdarúgócsapat Leuvenban, amely a Jupiler Pro League szerepel. 2002-ben alapították, színei: piros és fehér.

## Története
A klub a 2001–2002-es szezon után három csapat –a K. Stade Leuven, a K. Daring Club Leuven és az F.C. Zwarte Duivels Oud-Heverlee– egyesüléséből jött létre. Első szezonja után a harmadosztály B csoportjában a 2. helyen végzett. A 2003–2004-es idényt a harmadik helyen zárták. A 2004–2005-ös bajnokságban ismét a második helyez szerezték meg, de a rájátszást megnyerve a másodosztályba léphettek. A másodosztályban töltöttek hat szezont, miután a 2010–11-es szezon végén sikerült feljutniuk az első osztályba.

## Játékoskeret

### Jelenlegi keret
2020. augusztus 20. alapján:
| #  |     | Poszt | Név                                               |
| -- | --- | ----- | ------------------------------------------------- |
| 3  | BEL | V     | Derrick Tshimanga                                 |
| 4  | BEL | V     | Kenneth Schuermans                                |
| 5  | BEL | V     | Pierre-Yves Ngawa                                 |
| 6  | BEL | KP    | David Hubert                                      |
| 7  | BEN | KP    | Yannick Aguemon                                   |
| 8  | BEL | KP    | Tom Van Hyfte                                     |
| 9  | FRA | CS    | Thomas Henry                                      |
| 10 | FRA | KP    | Xavier Mercier                                    |
| 11 | BEL | KP    | Thibault Vlietinck (kölcsönben a Club Brugge-től) |
| 12 | BEL | CS    | Stallone Limbombe                                 |
| 14 | GHA | KP    | Kamal Sowah (kölcsönben a Leicester City-től)     |
| 15 | BFA | V     | Dylan Ouédraogo                                   |
| 16 | RSA | K     | Darren Keet                                       |
| 17 | FRA | KP    | Samy Kehli                                        |
| 18 | HUN | V     | Bese Barnabás                                     |
| 19 | FRA | V     | Frédéric Duplus                                   |
| 20 | BEL | KP    | Isaac Asante                                      |

| #  |     | Poszt | Név                                              |
| -- | --- | ----- | ------------------------------------------------ |
| 21 | DEN | K     | Daniel Iversen (kölcsönben a Leicester City-től) |
| 22 | BEL | KP    | Olivier Myny                                     |
| 23 | GER | V     | Sascha Kotysch                                   |
| 24 | CAN | KP    | Tristan Borges                                   |
| 27 | BEL | V     | Jordy Gillekens                                  |
| 28 | BEL | V     | Toon Raemaekers                                  |
| 29 | BUL | KP    | Kristiyan Malinov                                |
| 30 | SLO | CS    | Milan Tučić                                      |
| 32 | BEL | CS    | Daan Vekemans                                    |
| 33 | BEL | KP    | Mathieu Maertens                                 |
| 38 | BEL | K     | Oregan Ravet                                     |
| 39 | BEL | CS    | Arthur Allemeersch                               |
| 43 | FRA | CS    | Jérémy Perbet                                    |
| 77 | FRA | CS    | Yohan Croizet                                    |
| 90 | VEN | K     | Rafael Romo                                      |
| 99 | CIV | KP    | Aboubakar Keita                                  |

### Kölcsönben
| # |     | Poszt | Név                                                                                |
| - | --- | ----- | ---------------------------------------------------------------------------------- |
| 1 | THA | K     | Kawin Thamsatchanan (a Hokkaido Consadole Sapporo csapatánál 2020. december 31-ig) |

| #  |     | Poszt | Név                                                        |
| -- | --- | ----- | ---------------------------------------------------------- |
| 18 | BEL | CS    | Jo Gilis (a Lierse Kempenzonen a 2020/21-es szezon végéig) |

## Sikerei
- Belga másodosztály
  - 1. hely (1): 2010–11